# Kuraczowszczyzna (przystanek kolejowy)
Kuraczowszczyzna (biał. Курасоўшчына, ros. Курасовщина) – przystanek kolejowy w Mińsku, na Białorusi. Leży na linii Moskwa - Mińsk - Brześć.